# Khwadja Surur
Khwadja Surur fou un alt dignatari del sultanat de Madura. Exercia el càrrec de Kaid al-bahr vers el 1344, quan fou nomenat wazir, rebent el títol de Khwadja-i Djahan, que fou el primer wazir de Madura que el va portar, segons Ibn Battuta imitant la moda del sultanat de Delhi.